# Canillas de Abajo
Canillas de Abajo là một đô thị ở tỉnh Salamanca, phía tây Tây Ban Nha, cộng đồng tự trị Castile-Leon. Đô thị này có cự ly 25 kilômét so với thành phố tỉnh lỵ Salamanca và có dân số 99 người. Đô thị này có diện tích 38,78 km².
Đô thị này nằm ở khu vực có độ cao 814 mét trên mực nước biển.
Mã số bưu chính là 37448.